# Hook turn
Hook turn (perimeter style) – manewr drogowy będący odmianą skrętu. Wykonujący go pojazd nie skręca bezpośrednio w prawo (przy ruchu lewostronnym) czy w lewo (przy ruchu prawostronnym), ale dojeżdża do końca skrzyżowania i wykonuje skręt pod kątem prostym, przepuszczając wcześniej pojazdy jadące prosto.  Skręty hook turn są obowiązkowe na niektórych skrzyżowaniach w Melbourne i Adelajdzie w Australii, są także stosowane w innych państwach zazwyczaj przez rowery i lekkie pojazdy jednośladowe.

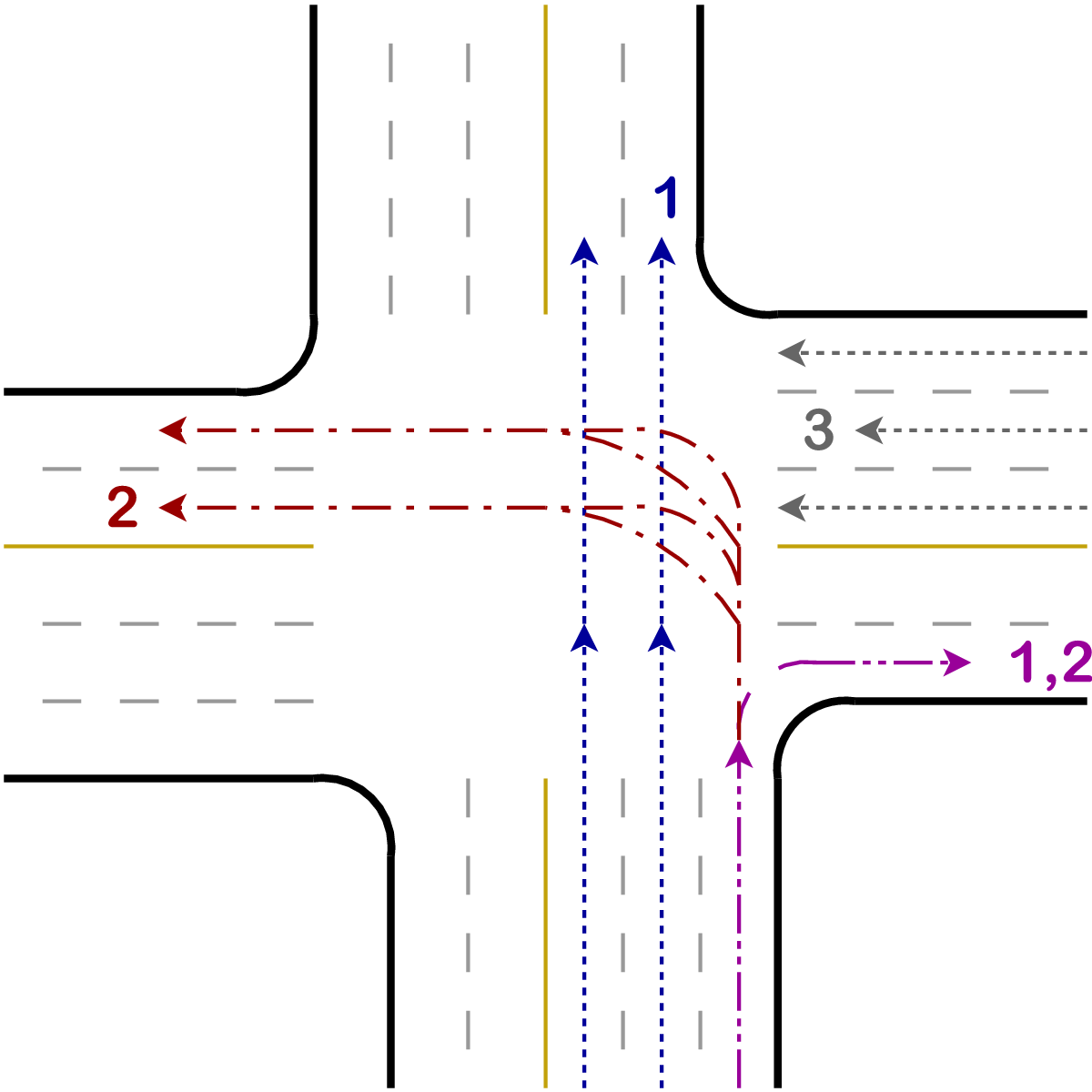
Manewr hook turn przy skręcie w lewo w ruchu prawostronnym; w ruchu lewostronnym należy sobie wyobrazić lustrzane odbicie powyższej grafiki.

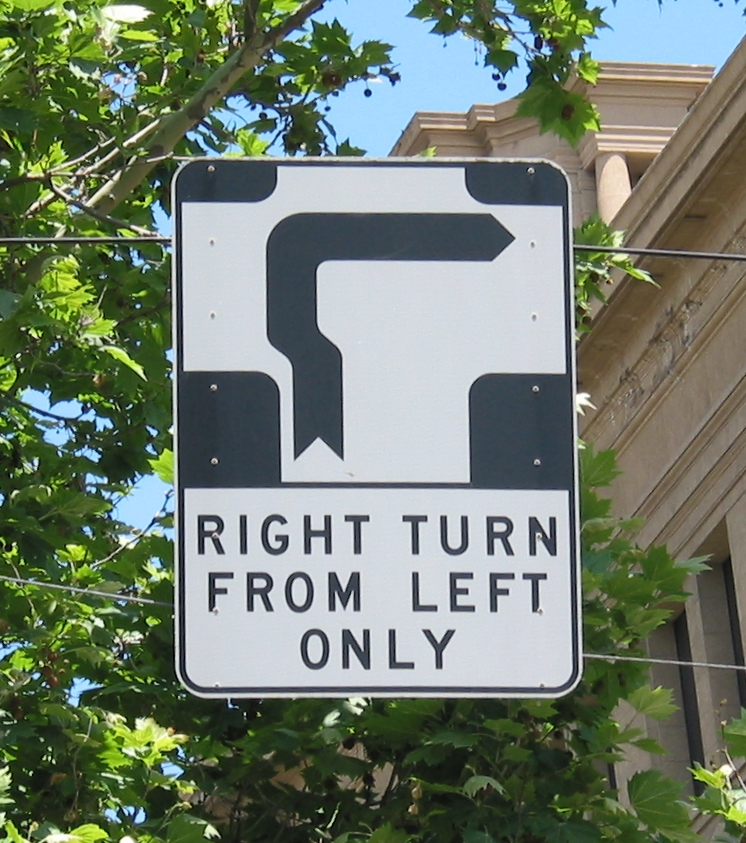
Znak z Melbourne oznaczający skrzyżowania z wymaganym hook turn

W ruchu lewostronnym używanym na przykład w Melbourne manewr hook turn w prawo wykonywany jest w następujący sposób:
1. Pojazd planujący skręt w prawo wjeżdża na skrzyżowanie na lewym pasie;
2. Jeżeli na drodze namalowane są linie pomocnicze, pojazd kieruje się wzdłuż linii, a przy braku linii porusza się do drugiej strony skrzyżowania, trzymając się lewej strony, ale nie przecinając oznakowanego przejścia dla pieszych;
3. Pojazd zatrzymuje się do czasu aż światła na drodze, na którą zamierza skręcić, zmienia się na zielone;
4. Po zmianie świateł pojazd skręca w prawo, jadąc nadal po zewnętrznym pasie.

|  |  |

Manewr hook turn stosowany jest w przypadku samochodów zazwyczaj w celu uniknięcia zablokowania torów tramwajowych biegnących środkiem ulicy, a w przypadku rowerów dla zwiększenia bezpieczeństwa manewru skrętu.